# Frente Cívico Unido
El Frente Cívico Unido (en ruso: Объединённый Гражданский Фронт, Obyedinyónny Grazhdanski Front) es un movimiento social  de orientación liberal en Rusia que fue fundado y es dirigido por el Gran Maestro Internacional de ajedrez Gari Kaspárov. Formó parte de La Otra Rusia, una coalición opositora con actividad en Moscú.